# Gare de Ramillies
La gare de Ramillies est une gare ferroviaire belge, fermée, à la croisée des lignes 142, de Namur à Tirlemont et 147, de Tamines à Landen située sur le territoire de la commune de Ramillies dans la province du Brabant wallon en Région wallonne.

## Situation ferroviaire
La gare de Ramillies était établie au point kilométrique (PK) 23,0 de la ligne 142, de Namur à Tirlemont, via Éghezée et Jodoigne, entre les gares de Noville-Taviers et de Hédenge et au PK 41,9 de la 147, de Tamines à Landen, via Fleurus et Gembloux entre les gares de Petit-Rosière et d'Autre-Église.

## Histoire
Le chemin de fer dit de la croix de Hesbaye correspond à deux lignes ferroviaires désormais disparues destinées à relier les villes de Landen et Tirlemont à celles de Namur et Tamines, créant ainsi une double liaison entre le sillon Sambre-et-Meuse et les marches de la Flandre du nord-est. Les plans prévoient que la croix formée par ces deux lignes ferroviaires sera la gare de Ramillies. Après avoir été concédée à la Grande compagnie du Luxembourg, qui doit y renoncer avant même d'avoir entamé les travaux pour des raisons financières, elle échoit à une société créée dans ce but : la Compagnie du Chemin de Fer de Tamines à Landen et de ses extensions qui obtiendra également d'autres chemins de fer notamment la ligne de Landen à Hasselt ainsi que celle de Tournai à Jurbise.
La gare de Ramillies est mise en service le 15 octobre 1865 lorsque la Compagnie du Chemin Tamines-Landen inaugure la section de Landen à Fleurus. La seconde branche de la croix connaît un début de réalisation le 6 juin 1867 avec la section Tirlemont - Ramillies suivie par celle de Ramillies à Namur le 15 mai 1869.
Les Chemins de fer de l'État belge rachètent la compagnie en 1871. En juillet 1881, le bâtiment de la gare est une petite structure dépourvue d'appartement de fonction, contraignant le chef de gare à résider hors du périmètre de la station. Il est remplacé par une nouvelle construction plus imposante en 1895,.
Les lignes 142 et 147 ne génèrent plus qu'un trafic secondaire et, après la Seconde Guerre mondiale, les trains de voyageurs sont supprimés au profit des autobus, d'abord entre Landen et Fleurus le 4 octobre 1959 (sauf un seul parcours Gembloux - Ramillies jusqu'en mars 1961) puis de Ramillies à Tirlemont le 20 novembre 1960. Il subsiste deux aller-retour entre Ramillies et Namur jusqu'au 10 décembre 1962 ; cette section verra à nouveau circuler des trains de voyageurs au cours du difficile hiver de 1966.
En 1971, la desserte marchandises de la ligne 147 entre Gembloux et Orp est suspendue. La fermeture devient complète avec l'arrêt des circulations sur la ligne 142 entre Cognelée et Hoegaarden. Le démontage formel des deux lignes a lieu respectivement en 1973 (142) et 1989 (147).

## Patrimoine ferroviaire
L'aspect du premier bâtiment des recettes de la gare de Ramillies n'est pas connu. En 1895, il est remplacé par une construction richement décorée à la façade de briques rouge et de pierre de taille jaune avec des ornements en pierre bleue. Une halle à marchandises, également reconvertie après la disparition des trains, complète cet ensemble. Émile Robert, ingénieur chef de service au groupe de Namur des Chemins de fer de l’État belge, en réalise les plans.
Comme la plupart des gares dites du groupe de Namur que cet architecte dessina, elle a été réalisée en deux exemplaires similaires, souvent en "miroir". Malgré leurs dimensions fort proches et leur localisation, les gares de Ramillies et Éghezée ne sont pas du même type. Le bâtiment de Ramillies, doté d'une aile de six travées à droite, est le jumeau de celui de la gare de Groenendael qui reprend les cheminées décoratives et grandes fenêtres aux pignons. Les bâtiments jumeaux d'Éghezée et la Hulpe s'en distinguant surtout par leurs pignons simplifiés.
Le bâtiment de la gare est en bon état ; il a connu diverses fonctions. Une enseigne Carrefour Express l’occupait de 2017 à 2018. La bijouterie Regarts y est depuis implantée.

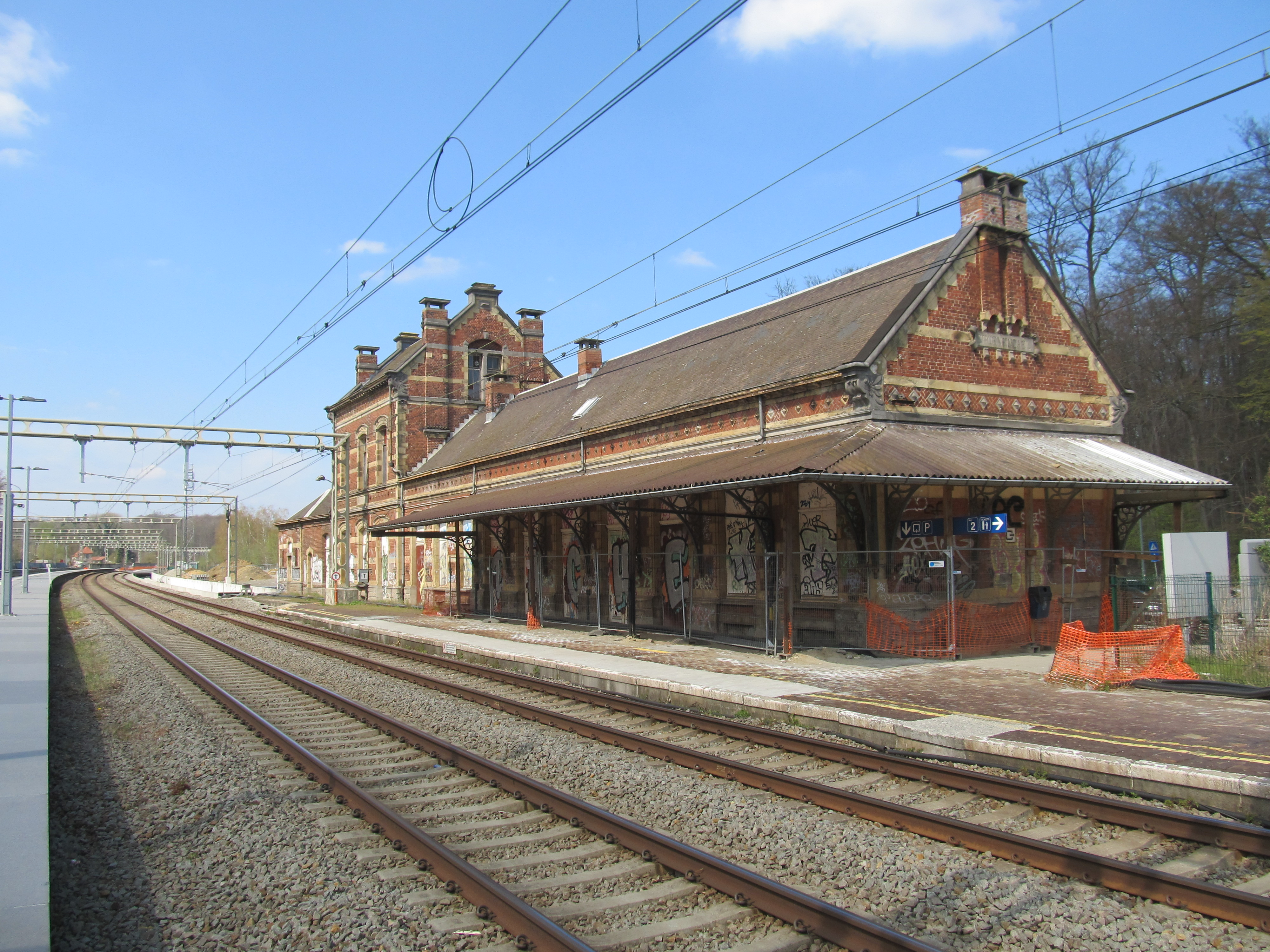
Le bâtiment de la gare de Groenendael se distingue par une aile plus longue dont la position est inversée.
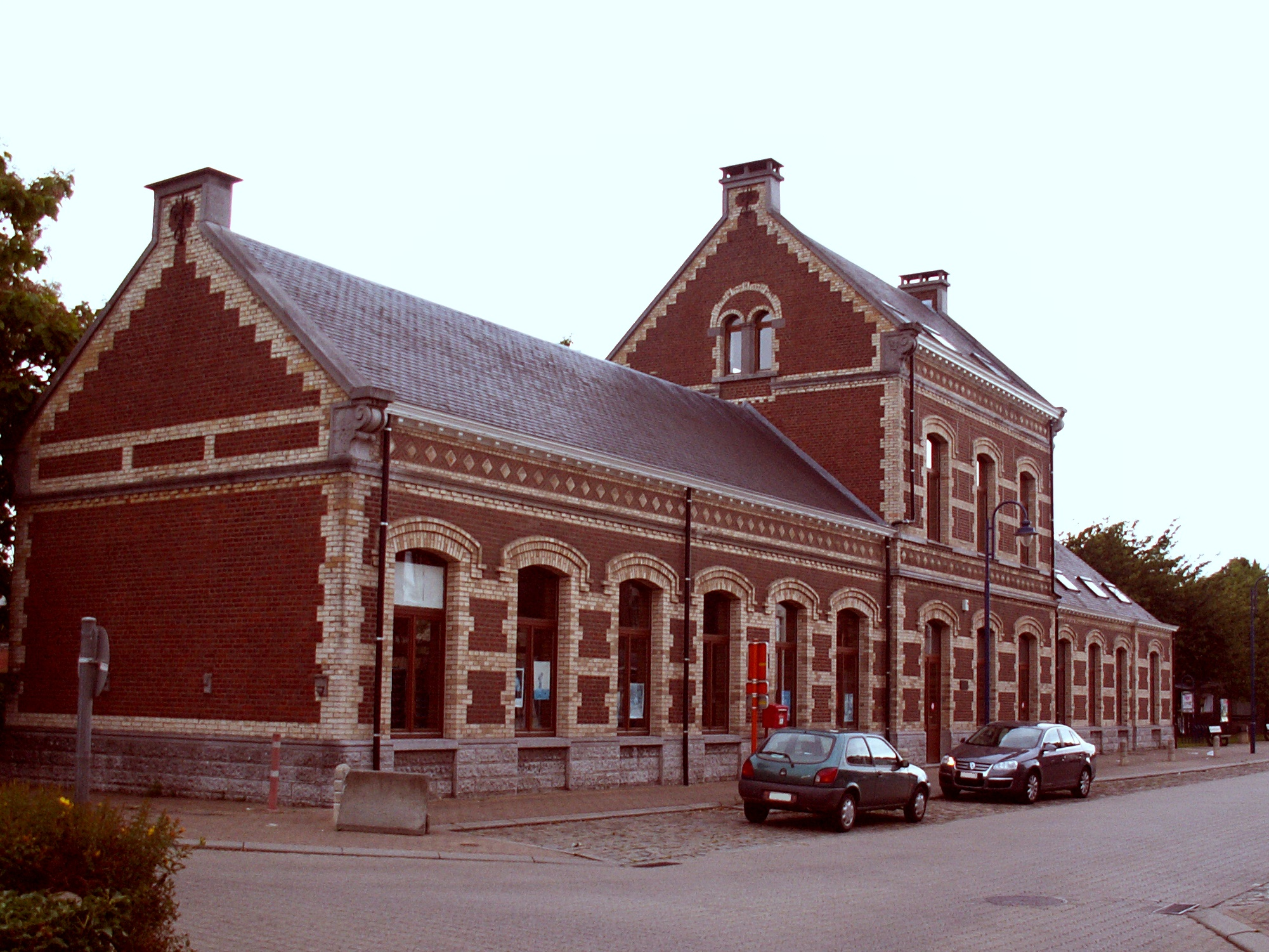
Le bâtiment de la gare d'Éghezée présente des points communs avec celui de Ramillies.